# Castillo de la Atalaya (Cartagena)
El castillo de la Atalaya, también llamado Fuerte de la Atalaya, es un castillo construido en el siglo XVIII en lo que hoy es la diputación de Canteras, dentro del municipio español de Cartagena (Región de Murcia) y al que se puede llegar desde el Barrio de La Concepción, del mismo municipio. Fue declarado Bien de Interés Cultural el 7 de agosto de 1997.

## Historia
La posición estratégica del monte de la Atalaya era conocida desde la Baja Edad Media, cuando el Concejo situó allí un puesto de vigilancia para alertar de posibles ataques piratas o aliados del Reino nazarí de Granada. La falda del monte fue posiblemente un escenario de la batalla de Santa Mónica, en la cual una fuerza de 1800 corsarios otomanos que habían desembarcado en las Algamecas con la intención de atacar Cartagena por sorpresa fueron derrotados por Luis Fajardo de la Cueva, marqués de los Vélez.
Los primeros intentos serios de levantar una fuerte en la cima de la montaña llegaron en 1706, durante la Guerra de Sucesión Española. Por entonces, la ciudad estaba ocupada por los ingleses en nombre del archiduque Carlos de Austria, y estos necesitaban asegurar la posición adquirida en el hostil reino de Murcia. Con este objetivo, se levantaron dos fuertes en dos puntos estratégicos, que darían lugar a la edificación que estamos tratando y al castillo de San Julián, que vendrá a defender la bocana del puerto.
La construcción definitiva del castillo de la Atalaya fue proyectada en 1766 por el ingeniero militar Pedro Martín-Paredes Cermeño, en el contexto del proceso de mejora de estructuras militares en Cartagena en el reinado de Carlos III, y que venía motivado por el nombramiento en 1726 de la ciudad como capital del Departamento Marítimo del Mediterráneo. Las obras fueron terminadas en 1777 sobre el monte de la Atalaya siguiendo las precisas instrucciones del Conde de Aranda, quien deseaba anular la posibilidad de que se repitieran desembarcos enemigos en La Algameca y proteger al mismo tiempo el Arsenal Militar junto al castillo de Galeras, construido en el mismo período.
En lo sucesivo, el castillo sufrirá los avatares de la historia militar de la ciudad, adquiriendo protagonismo durante el asedio centralista de Cartagena durante la Rebelión cantonal, etapa en la que su nombre cambió al de «castillo de la Muerte». La noche del 9 de enero de 1874, mientras el ejército sitiador somete a la plaza a un intenso bombardeo, elementos de la guarnición cantonalista se entrevistan en secreto con el enemigo, rindiéndola junto a la fortificación. Los intentos del dirigente Antonete Gálvez por retomarla serán rechazados, y acabarán precipitando la capitulación de Cartagena.
Estallada la guerra civil española, la ciudad quedó en manos del bando republicano y el castillo fue utilizado por el Servicio de Información Militar para albergar una checa en la que se interrogó con violencia a presos como el agente del Servicio de Información y Propaganda de la Armada José Ladiñán López, el comerciante Mamerto Melgarejo Cánovas o el médico José Romero Font en busca de indicios de actividades en favor de los sublevados. El final de la contienda no significó el final inmediato de sus funciones penitenciarias, pues entre abril y noviembre de 1939 sus instalaciones acogieron parte del complejo concentracionario que la represión franquista hizo operar en Cartagena.
Posteriormente, el Ministerio del Ejército lo traspasó al Ministerio de Hacienda en la década de 1960, para pasar finalmente su posesión al Ayuntamiento de Cartagena, sin que se le haya dado ningún uso o cuidado, motivo por el cual su estado actual es de prolongado deterioro. Para evitar que el castillo siga abandonado a su suerte han surgido tanto iniciativas de asociaciones como Adepa y Aforca, como particulares originarias del cercano barrio de la Concepción, que por el momento no han conseguido respuesta institucional aún con la declaración de Bien de Interés Cultural en 1997. En este sentido, en junio de 2014 el castillo fue incluido en la Lista roja de patrimonio en peligro de la asociación Hispania Nostra.

## Arquitectura
El castillo se eleva a una altitud de 242 metros sobre el nivel del mar y fue edificado siguiendo los parámetros del neoclasicismo ecléctico de la Escuela española afrancesada. Su planta se constituye como un trapecio isósceles, con cinco baluartes por cada uno de sus vértices más otro añadido en la parte sur, y rodeado por un foso con su correspondiente contraescarpa con cercado excepto en el sector que da a la ciudad.
La entrada a la fortaleza se encuentra en el bastión central de la parte sur. Una vez atravesada la puerta se accede a un vestíbulo, que a través de un desaparecido puente levadizo llevaba a la explanada de la primera planta. Es en este nivel donde se hallan las estancias abovedadas donde vivía la guarnición, las almenas que protegían a los artilleros del fuego enemigo y un aljibe. Por último, una también extraviada escalera de caracol conducía a la azotea.

## Galería
|                                                 |
| Silueta del monte y el castillo desde el llano. |

|                 |
| Vista inferior. |

|           |
| El patio. |